# Кочеткова, Мария Олеговна
Мария Олеговна Кочетко́ва (род. 7 мая 1984, Москва) — российская и американская солистка балета.

## Биография
В детстве увлекалась фигурным катанием и художественной гимнастикой, хотела стать спортсменкой. Идея учиться в балетной школе исходила от её родителей, инженеров по профессии. Кочеткова поступила в Московскую академию хореографии в 1994 году. Училась в классе Софьи Головкиной, выпустилась в 2002 году по классу Елены Бобровой, получив красный диплом с отличием.
Будучи студенткой выпускного курса, участвовала в международном конкурсе учеников балетных школ «Приз Лозанны» (Швейцария) и затем в Международном конкурсе артистов балета в Москве. Выиграв в Лозанне стипендию на годовую стажировку, выбрала возможность обучения в английской Школе королевского балета (Лондон). После завершения стажировки в 2003 году 19-летняя Кочеткова вступила в труппу Английского национального балета, где через четыре года получила статус солистки.
В процессе обучения Кочетковой давали понять, что её маленький рост (1 метр 52 см) для руководства ведущих российских театров является крупным недостатком, что её репертуар будет очень узким.
Участвовала в постановках британских балетных артистов и хореографов — Фредерика Аштона и Джона Крэнко (неоклассического направления), Кристофера Уилдона и Уэйна Макгрегора (современного танца).
В 2007 году Кочеткова получила приглашение от Хельги Томассона, балетмейстера и художественного руководителя Балета Сан-Франциско, на постоянный контракт в статусе прима-балерины.
С 2007 года — прима-балерина театра балета в Сан-Франциско и приглашённая солистка Американского театра балета (ABT) в Нью-Йорке. Её муж — предприниматель Эдвард Кинг (англ. Edward King) тоже переселился из Англии в США.
Будучи на кратких каникулах в Венеции,[когда?] получила предложения от художественного руководителя «ABT» Кевина Маккензи с просьбой прилететь в Нью-Йорк, чтобы заменить в «Лебедином озере» травмированную исполнительницу ролей Одетты и Одилии.
Отдыхает с мужем на уик-эндах в походах по области залива Сан-Франциско — Mount Tam, Point Reyes.
Кочеткова поддерживает связи с работающими в США выходцами из России — балетмейстером-репетитором ABT в Нью-Йорке Ириной Колпаковой. пермским педагогом в Лос-Анджелесе Маратом Даукаевым, развивающим методы петербургской балетной школы Агриппины Вагановой.
Больше всего ценит в танце органику, если возникают собственные идеи, рискует их проверять. Самое трудное, по её словам, соответствовать традиции конкретного балета и в то же время найти в роли себя.
В Сан-Франциско исполняет ведущие роли в хореографических постановках Алексея Ратманского и специально для неё написанных партиях хореографа Юрия Посохова: «Упоение сиренью» на музыку Бориса Чайковского; «Классическая симфония» на музыку Сергея Прокофьева и других.
Приезжает для гастрольных выступлений в различные театры — Большой, Мариинский, Михайловский, Александринский, Московский музыкальный театр, Екатеринбургский театр оперы и балета, Пермский театр оперы и балета, Большой театр оперы и балета Республики Беларусь и так далее.
В 2011 году на сцене Большого театра Кочеткова исполнила номер «Одна увертюра», поставленный хореографом Йормо Эло на музыку Моцарта. Это был её вклад в «Отражения» — совместный международный проект ГАБТа, артистического агентства «Ардани», основанного в 1990 году Сергеем Даниляном, и Центра исполнительских искусств округа Ориндж в Калифорнии. Итальянский хореограф Мауро Бигонцетти, сравнивая индивидуальность молодых русских балерин в программе «Отражения», определил характер танца Кочетковой как воздушность.
В 2013 году в Мариинском театре Санкт-Петербурга Кочеткова станцевала главные партии балетов «Жизель» и «Щелкунчик».
В 2017 году на гала-концерте XVI-го Международного фестиваля балета Dance Open (англ. International Ballet festival Dance Open) в Александринском театре Мария Кочеткова и Себастиан Клоборг (англ. Sebastian Kloborg) исполнили фрагмент «Лолита» из балета Swimmer (хореография Юрия Посохова с использованием музыки Тома Уэйтса).
В 2018 году на Международном балетном фестивале «Бенуа де ла Данс» в Большом театре Кочеткова приняла участие в гала-концерте звёзд балета и получила посвящённый памяти Александра Бенуа и Леонида Мясина специальный российско-итальянский приз «Бенуа-Москва — Мясин-Позитано», автором статуэтки которого является представитель прославленного семейства Бенуа — парижский скульптор Игорь Устинов.
На этом фестивале, который называют «Оскаром» для танцоров, в постановке британского хореографа Дэвида Доусона «И когда прошёл день» Мария Кочеткова с датчанином Себастияном Клоборгом танцевали в костюмах, созданных специально для них дизайнерами французской компании Chloé и её креативным директором Наташей Рамсей-Леви
(фр. Natacha Ramsay-Levi). Кочеткова была в розово-бежевом купальнике с вставками и рюшами из прозрачного тюля, что создавало впечатление невесомой дымки на теле, гармонируя с её характерной воздушностью, которую отмечал итальянец Мауро Бигонцетти. О необыкновенной лёгкости и романтичности Марии Кочетковой на балетной сцене говорит также американский критик Пол Париш (англ. Paul Parish).
Кочеткову вдохновляют также различные формы визуального искусства, яркие узоры, контрасты цвета и силуэтов. Она принимает участие в творческом проекте Bombay Beach Biennale.
Дизайнер моды Жюльен Дэвид (англ. Julien David), называющий Кочеткову своей музой, говорит, что у неё эксцентричный стиль, она не боится необычной моды и хочет, чтобы одежда отражала её личность. Кочеткова часто появляется в круглых крупных очках, как у Айрис Апфель.
В 2020 году при введении карантинных мер из-за пандемии Мария Кочеткова приняла участие в онлайн-проекте Дианы Вишнёвой, посвящённый беседам с коллегами из разных стран «В контексте времени: диалоги с Дианой Вишнёвой»
.
В сезоне 2020/2021 Кочеткова выступит в постановках Финского национального балета в Хельсинки.

## Репертуар
Репертуар Марии Кочетковой включает ведущие партии в балетах таких хореографов, как Джордж Баланчин, Фредерик Аштон, Джон Крэнко, Кеннет Макмиллан, Джером Роббинс, Уильям Форсайт, Хелги Томассон, Алексей Ратманский, Уэйн Макгрегор, Марк Моррис, Юрий Посохов, Йорма Эло, Кристофер Уилдон.
Список исполняемых ею ролей: Жизель («Жизель»), Одетта-Одиллия («Лебединое озеро»), Джульетта («Ромео и Джульетта»), Китри («Дон Кихот»), Татьяна («Онегин»), Ирина («Зимние грёзы»), Франческа («Франческа да Римини»), Сванильда («Коппелия»), Клара, Фея Драже, Снежная королева, /Гран па де де/ («Щелкунчик»), Алиса («Алиса в Стране чудес»), Солистка («Три гносьенны»), Солистка («Миллион поцелуев на моей коже»), Солистка («Душа»), Солистка («Весёлая симфониетта»), Солистка («Трио»). Также в этом списке ведущие партии в балетах: «Дивертисмент № 15», «Изумруды»/«Драгоценности», «Рубины»/"Драгоценности, «Серенада», «Тема с вариациями», «Шотландская симфония», «Симфония до мажор» (II часть), «Опус 19/Мечтатель», «Фьюжн», «Двойное зло», «Меня глазами только пей», «Балет наждачной бумаги», «Привидения», «Посередине, немного на возвышении», «Артефакт-сюита», «Симфонические вариации», «Голоса весны», «Русские сезоны» и другие.

## Награды (выборочно)
Мария Кочеткова — призёр многих балетных конкурсов, проходивших в разных городах мира.
- 2001 — III премия Международного конкурса артистов балета и хореографов, Москва / Россия.
- 2002 — II премия Международного конкурса артистов балета и приз пресс-жюри, Варна / Болгария.
- 2002 — золотая медаль международного балетного конкурса «Приз Лозанны», Лозанна / Швейцария.
- 2003 — I премия международного балетного конкурса «Приз Люксембурга», Люксембург (город) / Люксембург.
- 2005 — I премия международных балетных конкурсов: Сеул / Корея; Рим и Риети / Италия.
- 2009 — золотая медаль конкурса «Суперзвезды танца[англ.]» в жанре Реалити-ТВ[нем.] телекомпании Эн-би-си / США.
- Сезоны 2007/2008 и 2010/2011 — премия театральной критики имени Айседоры Дункан за главную роль балета «Жизель», Сан-Франциско / США.
- 2014 — национальная премия британского сообщества критиков National Dance Awards[англ.] в номинации «лучшая танцовщица».
- 2018 — российско-итальянский приз «Бенуа-Москва — Мясин-Позитано».

## Комментарии
1. ↑  На своей странице в социальной сети «Одноклассники» указала дату рождения: 7 мая 1984[2].